# Освобождение (фильм, 1940)
«Освобождение» — пропагандистский документально-исторический фильм-хроника режиссёра Александра Довженко, о присоединении Галичины к Советской Украине в 1939 году.

## История создания
В сентябре 1939 года, когда по Договору о ненападении между Германией и СССР территория Западной Украины и Западной Белоруссии перешла к Советскому Союзу, Довженко отправили в Галицию как режиссёра-документалиста. В течение двух месяцев Довженко с операторами объезжает земли Западной Украины для создания фильма, который должен демонстрировать «освободительный поход Красной армии по землям, вышедшим из-под гнёта буржуазной Польши». Группа побывала в Тернополе, Галиче, Станиславе, Коломые, Косове, Львове, Черновцах. Режиссёр, который одновременно был блестящим трибуном, выступал на сходах крестьян, митингах, рассказывая о «счастливой жизни Страны Советов». Однако, из донесений оперуполномоченного Чекалдикина, можно узнать другие настроения Довженко:
«Черновцы — чудесный город, культурный, приятный. Дом, в котором жил митрополит, настолько прекрасен, что подобного ему нет и в Москве. Народу там, в Буковине, жилось гораздо лучше, чем у нас. Когда у нас едешь поездом, то нигде не встретишь радостных лиц, нарядного убранства. Всюду убогость, бедность, придавленность (…) А там всё красочно, весело, приятно. (…) На площади в Черновицах карусели, всякие наивные народные развлечения. Так наши идиоты немедленно по приезде решили убрать с площади карусель. Вообще наши ведут себя там плохо: в Зап. Украине нас встречали в прошлом году изумительно, а теперь мы довели до того, что там ширится повстанческое движение. ГУЦУЛОВ выселяли из пограничных районов, делали тысячи ляпсусов. Теперь тоже самое повторяют и в Буковине. Хватают без разбору людей правых и виноватых».
В начале 1940 года режиссёр сообщал через газету «Пролетарская правда», что активная работа над художественно—документальным фильмом «Освобождение» уже началась. 25 мая 1940 года в другой газете сообщалось, что фильм будет закончен и сдан дирекции студии 26 мая 1940 года. Но, не успел Довженко смонтировать этот фильм, как уже в июне 1940 года его отправили снимать фильм о «торжестве трудящихся освобождённой Бессарабии».
Отзывы на «Освобождение» были положительные, но их было очень мало. Картина вышла на экраны 25 июля 1940 года на русском и украинском языках. Довженко написал к ней дикторский текст и был автором монтажа. 11 сентября 1940 года её демонстрируют во Львове по случаю годовщины освобождения. После этого картина быстро и надолго исчезла с экранов.
Хотя тот факт, что фильм имел чёткое пропагандистское и идеологическое направление не вызывает сомнений, по художественно—эстетическими качествам он пополнил копилку советского документального кино.

## Съёмочная группа
- Режиссёры: Александр Довженко, Юлия Солнцева
- Сценарист: Александр Довженко
- Операторы: Юрий Екельчик, Григорий Александров, Николай Быков, Юрий Тамарский
- Художник: Мориц Уманский
- Звукорежиссёр: Александр Бабий
- Композитор: Борис Лятошинский
- Киностудия: Киевская киностудия